# NGC 7422
NGC 7422 este o galaxie situată în constelația Peștii. A fost descoperită în 11 august 1864 de către Albert Marth.